# La Mesa, Hidalgo kommun
La Mesa är en ort i Mexiko.   Den ligger i kommunen Hidalgo och delstaten Michoacán de Ocampo, i den södra delen av landet, 170 km väster om huvudstaden Mexico City. La Mesa ligger 2 713 meter över havet och antalet invånare är 114.
Terrängen runt La Mesa är varierad. La Mesa ligger uppe på en höjd. Runt La Mesa är det ganska tätbefolkat, med 90 invånare per kvadratkilometer. Närmaste större samhälle är San Bartolo Cuitareo, 14,1 km nordost om La Mesa. I omgivningarna runt La Mesa växer huvudsakligen savannskog.